# Something to Answer For
Something to Answer For è un romanzo di Percy Howard Newby pubblicato nel 1969. Il romanzo è stato il vincitore della prima edizione del Booker Prize.

## Trama
Townrow è un trentunenne che ruba dal fondo di cui è incaricato. Viene contattato dalla vedova di un vecchio amico, Elie Khoury. Si erano conosciuti nel 1946, a Porto Said dopo essere stato disarcionato da cavallo di fronte alla dimora dei Khoury. La signora Khoury vuole che Townrow vada a trovarla al Cairo perché crede suo marito sia stato assassinato.
Dopo averci riflettuto, Townrow accetta l'offerta di un biglietto aereo per Il Cairo da parte della signora Khoury. Si ferma a Roma, dove ha una discussione con due uomini nella quale difende il governo britannico dal suo coinvolgimento nella cosiddetta soluzione finale della questione ebraica da parte della Germania nazista. La discussione si conclude amichevolmente.
Al Cairo, Townrow per scherzo dice a un ufficiale di immigrazione di voler sposare la signora Khoury per i suoi soldi, e per questo viene interrogato e trattenuto in cella fin dopo la partenza del suo treno. A Port Said, Townrow non va subito a vedere la signora Khoury, decidendo invece di soggiornare in un hotel.
Townrow visita il bar che aveva l'abitudine di frequentare quando era sergente. Il proprietario del bar, Christous, lo riconosce e allontana la clientela per avere un po' di privacy. Townrow si informa riguardo alla morte di Elie. Christous gli dice che la signora Khoury, con grande difficoltà, ha riportato il corpo del marito in Libano per essere sepolto. In tutta risposta, il colonnello Nasser ha rivendicato il Canale di Suez per l'Egitto.